# Morten Ørum Madsen
Morten Ørum Madsen (Silkeborg, 9 april 1988) is een golfer uit Denemarken. 
Toen hij jong was woonden zijn ouders een tijd in Engeland, Singapore en Portland, waar Morten eindexamen op de Tualatin High school deed. Hij was al twaalf jaar toen hij met golf begon, wat hij meer deed om zijn vader een plezier te doen dan hemzelf.  Toch werd hij zelf al gauw fanatiek.   

## Amateur
Madsen werd lid van de Silkeborg Golf Club waar Thomas Bjørn ook lid was. Al gauw zat hij in het nationale team van Denemarken. In 2008 werd hij derde bij het Europees Amateur Kampioenschap. Dat najaar ging hij studeren aan de Oregon State University.
In 2009 won hij het Deens Amateur Strokeplay op zijn thuisbaan.

In 2010 speelde Madsen de Jacques Leglise Trophy op Golf Club Castelconturbia in Italië en de Eisenhower Trophy in Buenos Aires.

### Gewonnen
- 2008: Houborg Open, Wibroe Cup, Royal Tour 1 & 2
- 2009: Danish International Mens Amateur Championship (287, +3)

### Teams
- Europees Landen Team Kampioenschap: 2007, 2008
- Jacques Leglise Trophy: 2010
- Eisenhower Trophy: 2008, 2010 (2de plaats)
- St Andrews Trophy : 2010 (winnaars)

## Professional
Toen Madsen professional werd had hij handicap +5,7, op dat moment de beste handicap in Europa. 
In 2011 speelde hij een paar toernooien op de Challenge Tour. Zijn beste resultaat was een 11de plaats bij het Acaya Open in Italië. Op de Tourschool van 2011 haalde hij de Finals maar eindigde op de 53ste plaats dus hij haalde geen kaart voor de Europese Tour. In 2012 heeft hij dus een spelerskaart voor de Challenge Tour. Vanaf 2013 speelt hij op de Europese Tour, waar hij begin 2014 het Zuid-Afrikaans Open won.

### Gewonnen
Europese Tour
- 2014: Zuid-Afrikaans Open (-19)

Sunshine Tour
- 2013-2014: Zuid-Afrikaans Open (-19)